# Adad-Idri
Pour les articles homonymes, voir Hadad et Ben-Hadad.
Hadadézer (Hadad est mon sauveur), aussi connu sous les noms de Bar-Hadad II (araméen), Ben-Hadad II (hébreu) ou Adad-Idri (akkadien) un roi araméen, roi de la principauté araméenne de Damas au moment de la bataille de Qarqar. 

Avec Irhuleni (en) de Hama, il a formé une coalition de onze rois contre le roi assyrien Salmanazar III à Qarqar. Il l'a combattu personnellement six fois et deux fois de plus avec l'aide de Irhuleni (en) et peut-être du reste de la coalition. 
Il fit la guerre aux rois d'Israël Achab et Joram. Achab le battit et le força à une paix avantageuse pour les Israélites (paix d'Apheq), mais trouva finalement la mort dans une bataille contre lui. Sous le règne de Joram, Ben-Hadad mit le siège devant Samarie, mais son armée fut dispersée par une terreur panique. 
Hazaël, peut-être un de ses officiers, a pris sa succession en l'étouffant dans son sommeil. Certains historiens affirment que Hazaël était en réalité son fils.
Il apparaît sur l'inscription de la stèle de Tel Dan, probablement en tant que père de l'auteur inconnu.